# Tannaberg

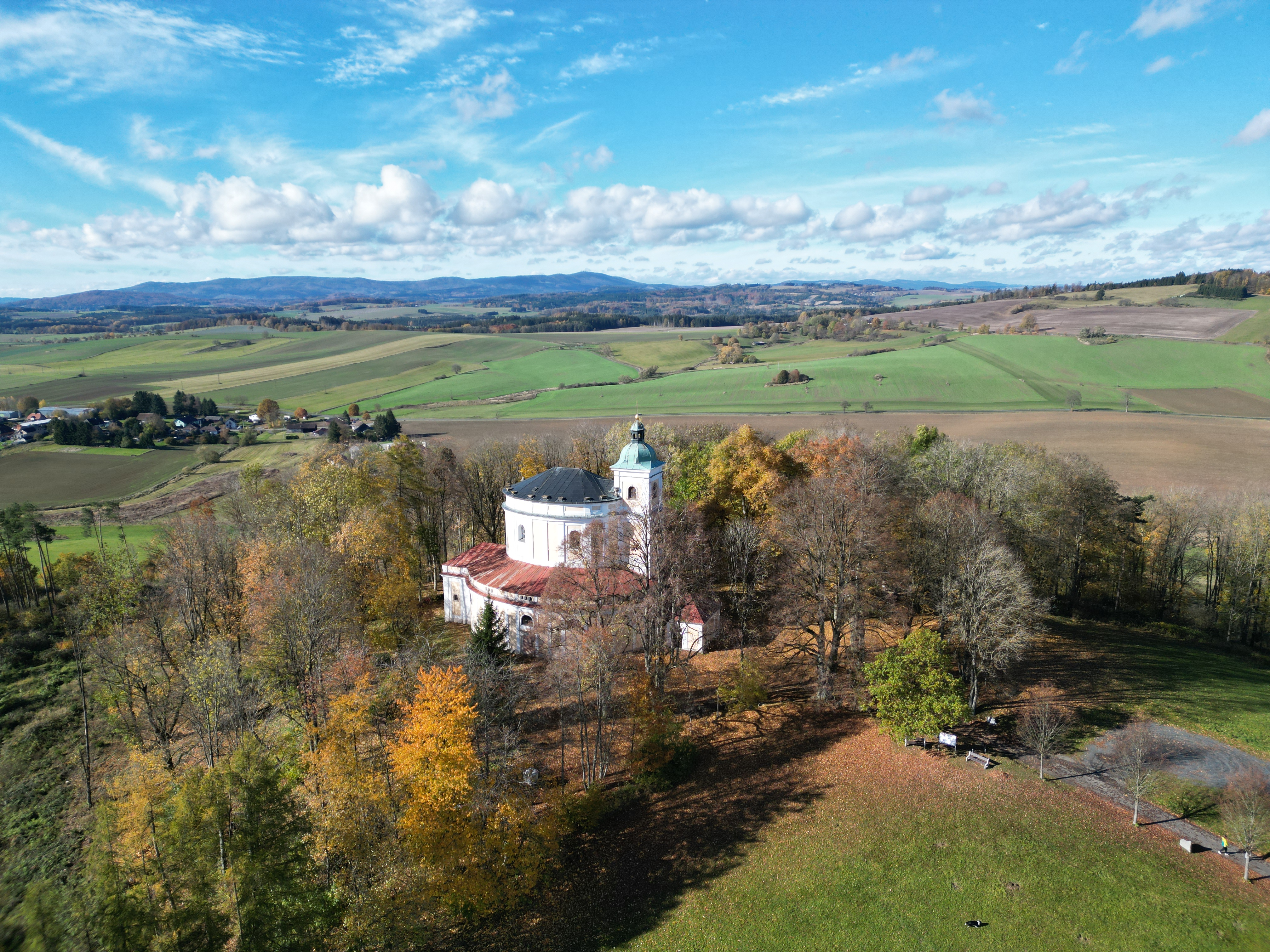
Die Heilige Anna auf dem Tannaberg

Tannaberg, auch bekannt als Tannaberk, Tanaberk oder Heilige Anna, ist ein Wallfahrtsort, der auf dem Katastergebiet von Hájek in Tschechien liegt. Der Wallfahrtsort gehört heute zur Pfarrei Kdyně. Er war früher eine eigenständige Pfarrei, die im Jahr 1747 eingerichtet wurde. Es handelte sich um eine kleine Pfarrei mit einem Verwalter (Pfarrer), früher auch mit einem Kaplan. Erst mit der Reform der Pfarreien in der Diözese Pilsen im Jahr 2005 wurde die Pfarrei aufgelöst, und die Wallfahrtskirche wurde der Pfarrei Kdyně zugeordnet.

## Geschichte
Der Ursprung des Wallfahrtsortes geht auf den 25. Juli 1703 zurück, als František Pajer, Kantor und Organist aus dem nahegelegenen Všeruby, auf dem Berg eine geheimnisvolle Lichterscheinung sah. Nach diesem Wunder, das ihm Heilung brachte, ließ er eine kleine hölzerne Kapelle errichten, zu der bald Pilger aus der ganzen Region kamen.

### Kirche St. Anna
Der wachsende Ruhm des Wallfahrtsortes führte 1712 zum Beginn des Baus der Wallfahrtskirche St. Anna unter der Leitung des italienischen Baumeisters Mark Antonio Gilmetti. Die Kirche wurde 1717 fertiggestellt und zeichnet sich durch einen ungewöhnlichen elliptischen Grundriss aus. Im Jahr 1747 wurde ein Pfarrhaus mit einer Stiftung (der Grafen Stadion) für zwei Priester errichtet, und ab 1816 gab es eine Schule. Nach einem Brand im Jahr 1865 wurde die Kirche mehrfach renoviert. Seit 1964 ist sie im staatlichen Verzeichnis der Kulturdenkmäler eingetragen.

### Krypta und Friedhof
Unter dem Hauptaltar der Kirche befindet sich die Gruft der Grafen von Stadion, einer bedeutenden Adelsfamilie der Gegend. Graf Philipp Stadion, der am 17. September 1839 verstarb, wurde gemäß seinem letzten Willen in der Gruft beigesetzt. Auf dem Friedhof fanden auch die Priester, die in der Pfarrei dienten, sowie weitere Siedler ihre letzte Ruhe.
Innerhalb und außerhalb der Kirche wurden mindestens 50 Personen beigesetzt, die mit der Pfarrei verbunden waren, darunter Herrschaftsbeamte und andere bedeutende Persönlichkeiten. Die Grabsteine der Priester und Siedler befinden sich sowohl innerhalb der Kirche als auch in deren Umgebung und belegen die Bedeutung des Ortes als geistliches Zentrum.
In den 1950er Jahren wurde die Gruft geplündert, und die Mumien der Mitglieder des Hauses Stadion wurden geschändet. Teile der Überreste wurden in die Krypta zurückgebracht, die daraufhin zugemauert wurde.

### Pilgerhaus
Das Pilgerhaus wurde im Jahr 1723 erbaut und später in eine Gaststätte umgewandelt. Im Jahr 1902 wurde es zu einer Herberge für Touristen umgebaut. In den 1950er Jahren wurde das Gebäude jedoch abgerissen.

### Zerstörung der Kirche in den 1950er Jahren
In den 1950er Jahren wurde der Wallfahrtsort von Soldaten der Tschechoslowakischen Volksarmee besetzt, die die Kirche als Pferdestall nutzten. Der Altar und die Statuen wurden zerstört, und die Kirche sowie ihre Ausstattung wurden nach und nach durch Vandalismus verwüstet.

### Restaurierung der Kirche
Die Rettungsarbeiten begannen in den 1960er Jahren, als ein Teil des Daches einstürzte. Die Kirche wurde schrittweise restauriert, bis in den Jahren 1992–1995 eine Generalreparatur der Fassaden und des Daches durchgeführt wurde.

## Gegenwart
Heute ist die Kirche St. Anna wieder ein Ort regelmäßiger Wallfahrten und Gottesdienste. Nach 1990 wurden die berühmten Anna-Wallfahrten wiederbelebt, an denen auch Pilger aus Deutschland teilnehmen.

## Galerie

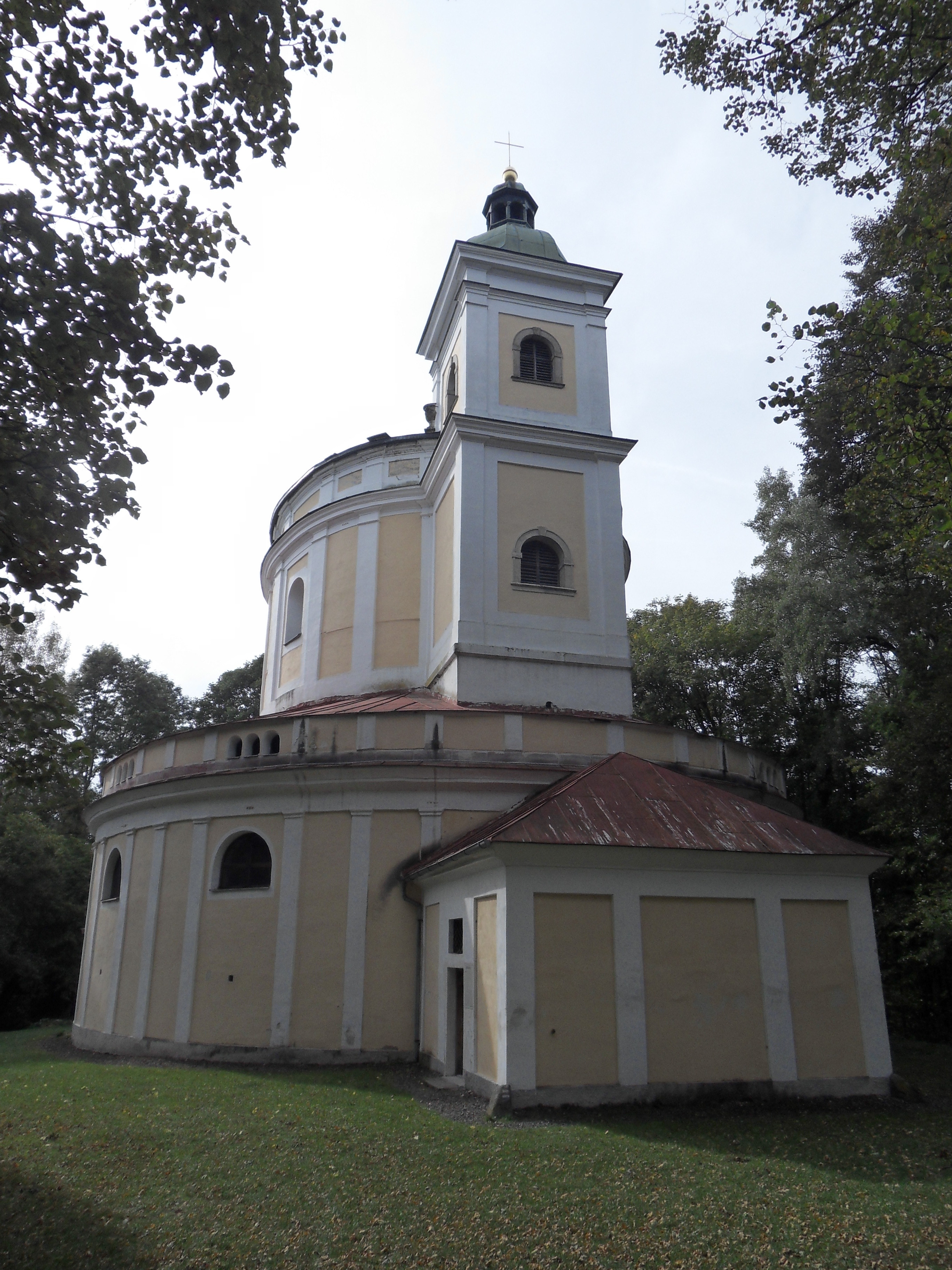
5. 10. 2013
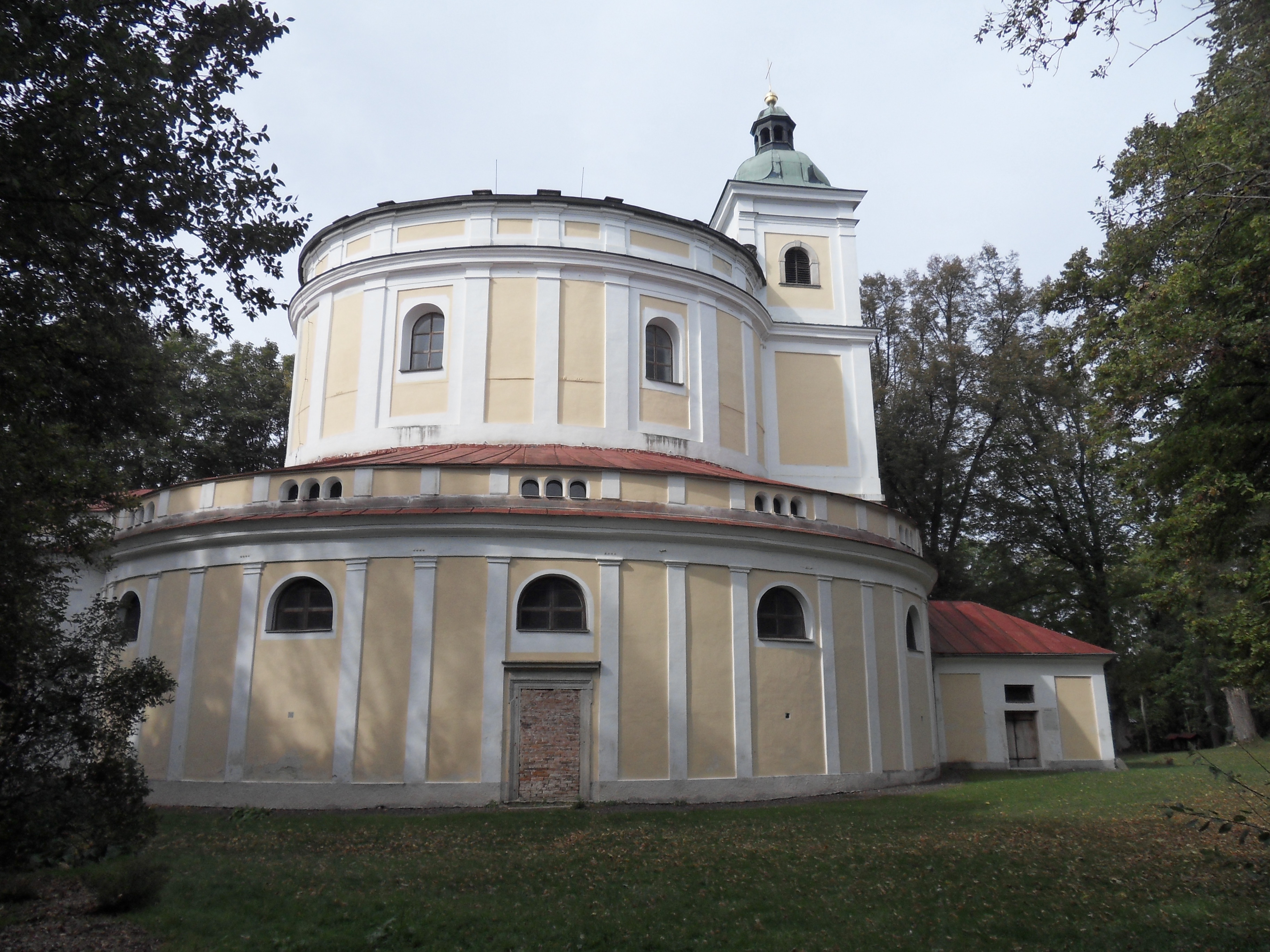
5. 10. 2013
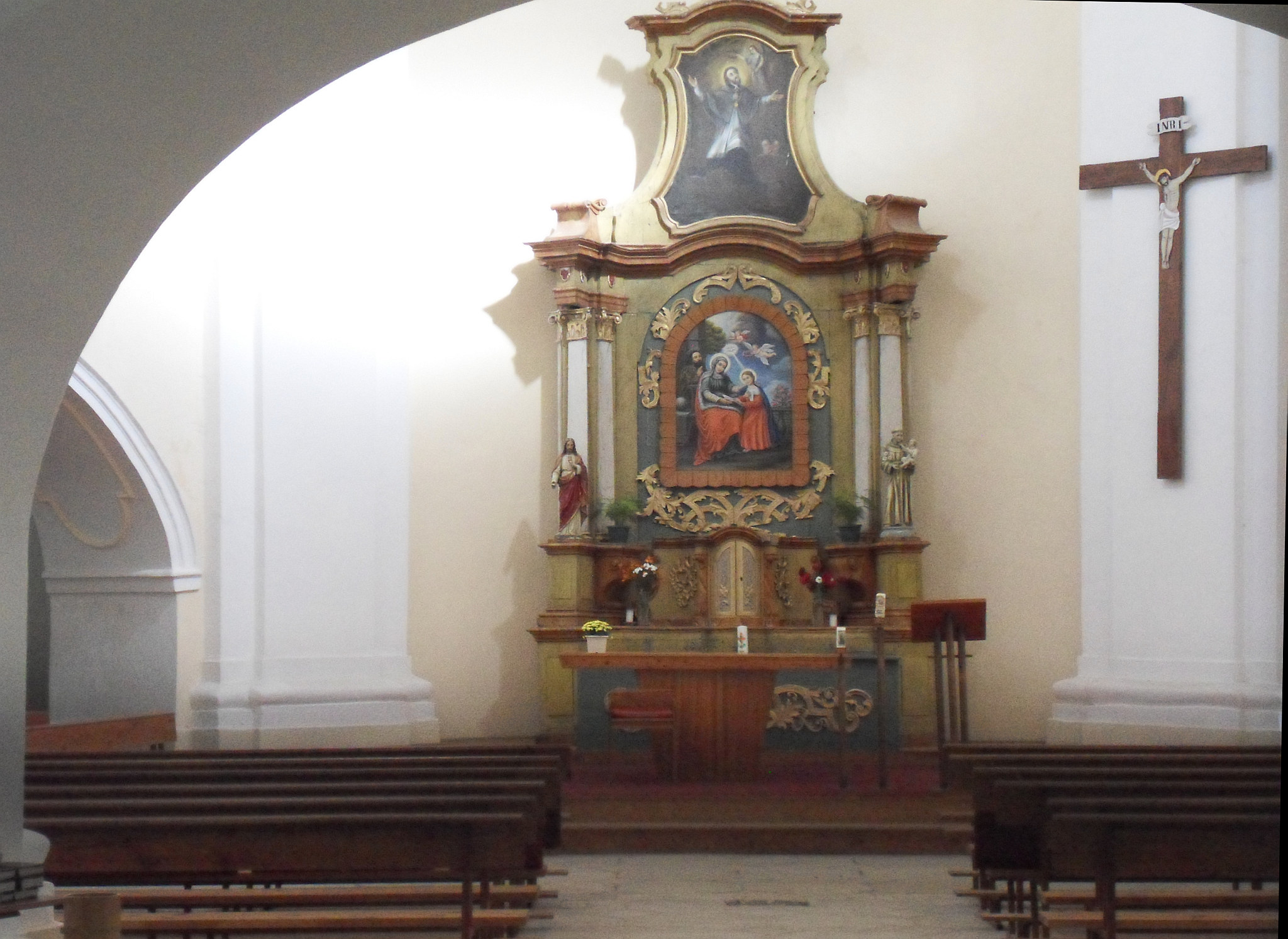
5. 10. 2013
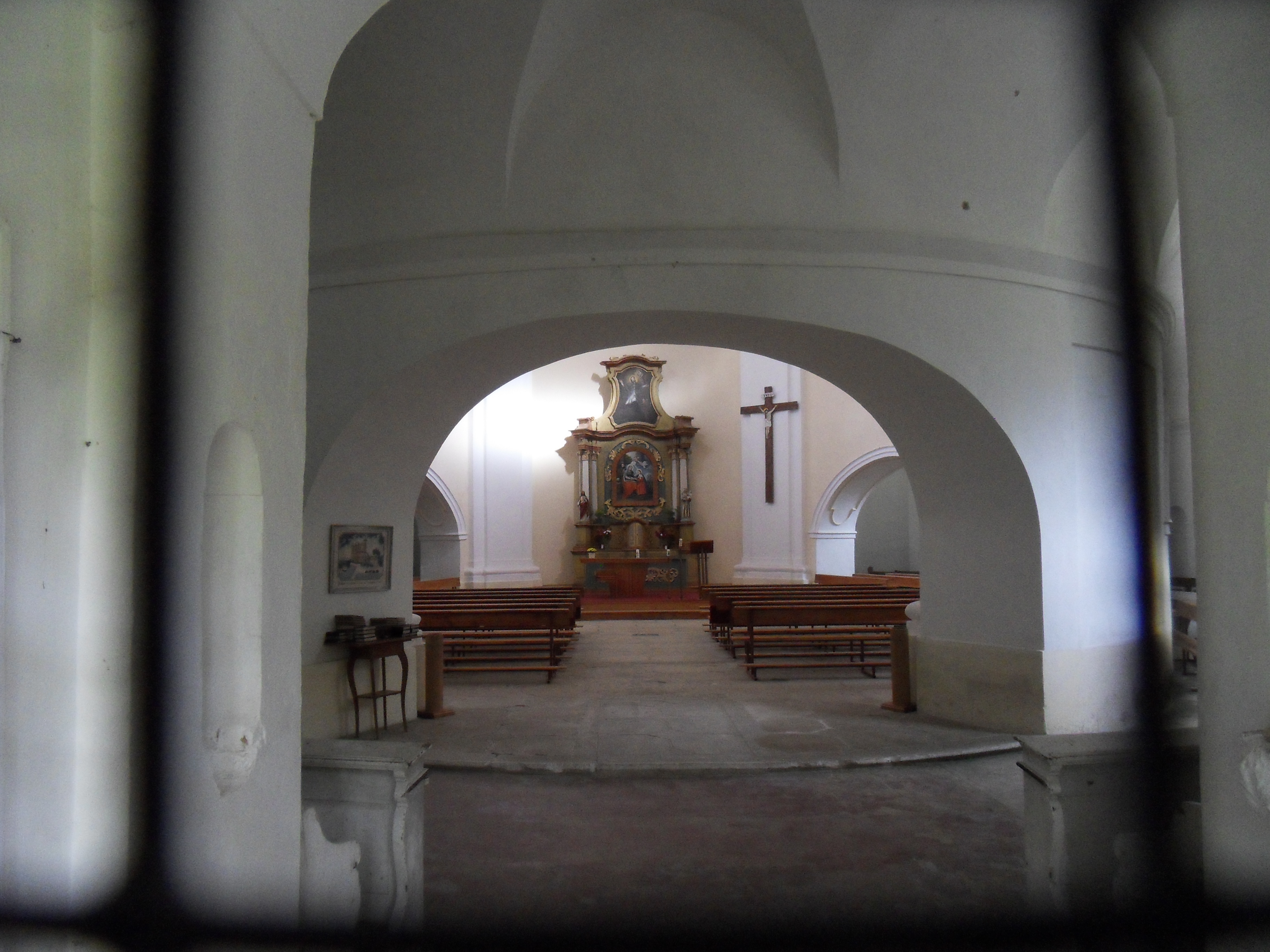
5. 10. 2013
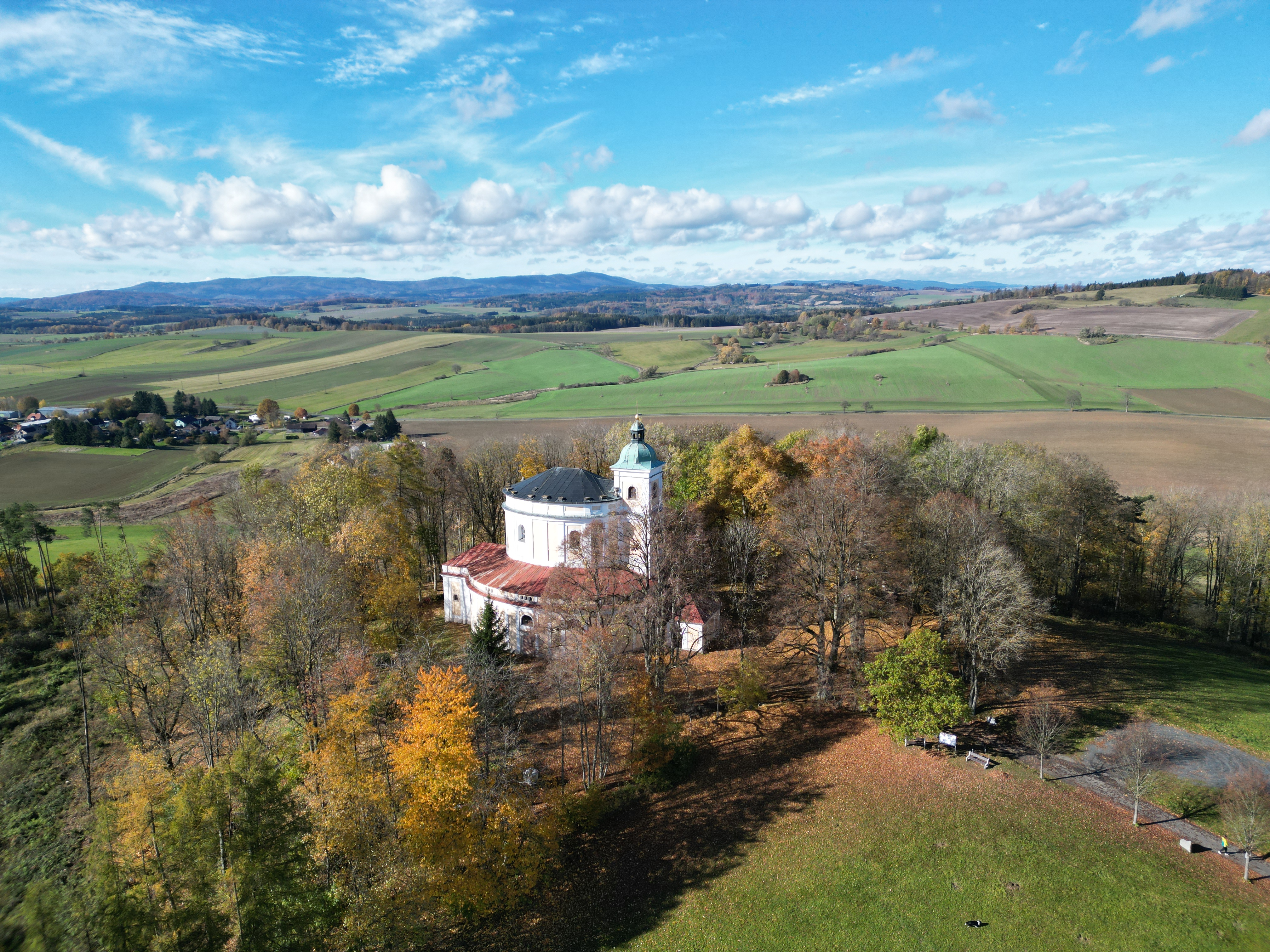
4. 11. 2023